# Diphyus robustus
Diphyus robustus är en stekelart som först beskrevs av Cresson 1867.  Diphyus robustus ingår i släktet Diphyus och familjen brokparasitsteklar. Inga underarter finns listade i Catalogue of Life.